# Alar Karis
Alar Karis (phát âm tiếng Estonia: [ˈɑlɑr ˈkɑris]; sinh ngày 26 tháng 3 năm 1958) là chính khách người Estonia. Trước đây ông từng giữ chức vụ hiệu trưởng Đại học Khoa học Đời sống Estonia, hiệu trưởng Đại học Tartu, Tổng kiểm toán Quốc gia Estonia và Giám đốc Viện Bảo tàng Quốc gia Estonia. Hiện tại, ông đang giữ chức vụ làm Tổng thống Estonia kể từ ngày 11 tháng 10 năm 2021.